# Nokemono-tachi no Yoru
Nokemono-tachi no Yoru, bộ manga Nhật Bản của Hoshino Makoto, đã được đăng mỗi kì tại tạp chí Weekly Shonen Sunday (Shogakukan), từ số kết hợp 36, 37 năm 2019 đến số 20 năm 2021. Bối cảnh tại London vào cuối thế kỷ 19, lấy cô gái mồ côi với ác ma làm trung tâm để miêu tả trong tác phẩm.
Nokemono-tachi no Yoru Flame Knight bắt đầu được đăng dài kỳ trên Sunday Web Every từ 8 tháng 1, 2022 cùng lúc với phát sóng tập đầu tiên của anime.

## Nhân vật
Danh sách nhân vật này không đầy đủ, seiyuu của phiên bản anime truyền hình.
Wisteria (ウィステリア)
Lồng tiếng bởi: Taketatsu Ayana
Marbas (マルバス)
Lồng tiếng bởi: Konishi Katsuyuki
Snow (スノウ)
Lồng tiếng bởi: Osaka Ryouta
Diana (ダイアナ)
Lồng tiếng bởi: Imayanagi Risa
Naberius (ナベリウス)
Lồng tiếng bởi: Suwabe Junichi
Danchou (団長)
Lồng tiếng bởi: Okiayu Ryoutarou
Takenami (タケナミ)
Lồng tiếng bởi: Kumagai Kentarou
Astaroth (アスタロト)
Lồng tiếng bởi: Kobayashi Yuu
Luther (ルーサー)
Lồng tiếng bởi: Ono Yuuki
Dantalion (ダンタリオン)
Lồng tiếng bởi: Takeuchi Shunsuke
Citri (シトリ)
Lồng tiếng bởi: Matsuoka Yoshitsugu
Maurie (モリー)
Lồng tiếng bởi: Morinaga Chitose
Harriett (ハリエット)
Lồng tiếng bởi: Oda Karin
Holmes (ホームズ)
Lồng tiếng bởi: Furukawa Makoto
Watson (ワトソン)
Lồng tiếng bởi: Abe Atsushi
Iberta (イベルタ)
Lồng tiếng bởi: Takashima Gara
Stanley (スタンリー)
Lồng tiếng bởi: Takahashi Hidenori
Vivian (ビビアン)
Lồng tiếng bởi: Saeki Iori
Lucia (ルシア)
Lồng tiếng bởi: Itou Shizuka
Shura (シュラ)
Lồng tiếng bởi: Nishiyama Koutarou

## Phong cách
Yamamoto Yasutaka đảm nhiệm đạo diễn cho anime truyền hình, bìa manga gồm Wisteria và Marbas, đã khiến ông liên tưởng đến "một câu chuyện ấm áp có mối quan hệ dần trở nên sâu sắc", 
tác phẩm này đã miêu tả được "diễn biến hấp dẫn của shonen manga, tạo  ấn tượng qua những trận chiến với cường địch, gặp gỡ đồng đội và gắn kết với các cộng sự.
Osawa Mina người phụ trách thiết kế nhân vật cho anime truyền hình, đã nói đây là tác phẩm mạnh mẽ, có nhân vật độc đáo, miêu tả "dáng vẻ từng bước hướng tới, gặp gỡ với ác ma của những con người đang chịu đựng nỗi buồn và đau đớn".
Imayanagi Risa thủ vai Diana đã nói, tác phẩm này được miêu tả "mối liên kết giữa con người và ác ma, sức mạnh tinh thần trong từng nhân vật cực kì ấn tượng", bên cạnh đó "câu chuyện liên kết những con người trở thành kẻ bị ruồng bỏ bằng các cách thức khác nhau".
Oda Karin đóng vai Harriett cho biết, tác phẩm này "miêu tả được nhiều cách thức kết nối con người với ác ma" và "sự gắn bó giữa hai người thuộc những chủng tộc khác nhau dần trở nên sâu sắc thêm khi họ đi đến nhiều vùng đất".

## Thông tin
- Tổng 8 quyển (76 tập)

| # | Ngày phát hành tiếng Nhật | ISBN tiếng Nhật   |
| - | ------------------------- | ----------------- |
| 1 | 18 tháng 11, 2019         | 978-4-09-129443-2 |
| 2 | 18 tháng 2, 2020          | 978-4-09-129558-3 |
| 3 | 18 tháng 6, 2020          | 978-4-09-850075-8 |
| 4 | 18 tháng 6, 2020          | 978-4-09-850136-6 |
| 5 | 18 tháng 9, 2020          | 978-4-09-850179-3 |
| 6 | 18 tháng 12, 2020         | 978-4-09-850287-5 |
| 7 | 18 tháng 5, 2021          | 978-4-09-850399-5 |
| 8 | 18 tháng 5, 2021          | 978-4-09-850527-2 |

Để kỷ niệm phát sóng, Phiên bản anime truyền hình, Nokemonotachi no Yoru Flame Knight bắt đầu được đăng mỗi kì trong trang web Sunday Web Every từ ngày 8 tháng 1 đến ngày 5 tháng 3 năm 2023, cùng ngày phát sóng tập đầu tiên của anime. Bộ manga do Hoshino Makoto viết và minh họa, được phát hành và xuất bản dưới ấn hiệu Shounen Sunday Comic (Shogakukan) vào ngày 16 tháng 3 năm 2023.
1. Phát hành và xuất bản ngày 16 tháng 3 năm 2023, ISBN 978-4-09-851778-7

## TV Anime
Vào tháng 6, 2022 phiên bản chuyển thể thành anime truyền hình đã được công bố. Anime phát sóng ở trên Tokyo MX và các đài khác tại Nhật Bản từ 8 tháng 1, 2023.

### Nhân viên
- Nguyên tác - Hoshino Makoto[4]
- Đạo diễn, đạo diễn âm thanh - Yamamoto Yasutaka[4]
- Biên kịch series - Yamashita Kenichi[4]
- Kịch bản - Yamashita Kenichi, Harada Sayaka, Yamamoto Yasutaka[4]
- Thiết kế nhân vật - Osawa Mina[4]
- Thiết kế quái vật - Suzuki Kanta[4]
- Tổng đạo diễn hoạt hoạ - Osawa Mina, Suzuki Hikaru[4]
- Đạo diễn nghệ thuật - Tajiri Kenichi[4], Katou Yasutada
- Thiết lập nghệ thuật - Izumi Hiroshi[4]
- Thiết kế màu sắc - Yamagami Aiko[4]
- Đạo diễn hình ảnh - Otsuki Ayako[4]
- Biên tập - Utsunomiya Masaki[4]
- Âm nhạc - Tsutsumi Hiroaki, Hashiguchi Kana[4]
- Sản xuất âm nhạc - Pony Canyon[4]
- Sản xuất âm thanh - Studio Mausu[4]
- Hãng phim hoạt hình - Ashi Productions[4]

### Bài hát chủ đề
「明日のカタチ」竹達彩奈
Chủ đề mở đầu "Ashita no Katachi (明日のカタチ)" do Taketatsu Ayana trình bày. Lời, nhạc, biên soạn nhạc bởi Kegani.
「Rewrite」Hakubi
Chủ đề kết thúc "Rewrite" do Hakubi (ハクビ) trình bày. Biên soạn nhạc bởi Uchisawa Takahito và Hakubi. Lời bởi Katagiri. Nhạc bởi Hakubi.

### Danh sách các tập
| #  | Tựa đề                                                      | Kịch bản          | Phân cảnh                        | Đạo diễn                            | Tổng đạo diễn hoạt họa | Ngày phát sóng gốc      |
| -- | ----------------------------------------------------------- | ----------------- | -------------------------------- | ----------------------------------- | ---------------------- | ----------------------- |
| 1  | Let's be alone together                                     | Yamashita Kenichi | Yamamoto Yasutaka                | Yamamoto Yasutaka                   | Oosawa Mina            | Ngày 8 tháng 1 năm 2023 |
| 2  | 邂逅 (Cuộc gặp gỡ tình cờ)                                  | Yamashita Kenichi |                                  | Chen Xiao Can                       | Suzuki Hikaru          | Ngày 15 tháng 1         |
| 3  | リバーサイド・マーダー (Vụ án mạng ven sông)                | Yamamoto Yasutaka | Yamamoto Saori                   | Shiraishi Michita                   | Oosawa Mina            | Ngày 22 tháng 1         |
| 4  | 雪下の館 (Dinh thự ngập tuyết)                              | Harada Sayaka     | Hata Hiroyuki                    |                                     | Suzuki Hikaru          | Ngày 29 tháng 1         |
| 5  | 厄災解臨 (Đương đầu với tai hoạ)                            | Yamamoto Yasutaka |                                  | Chen Xiao Can                       | Oosawa Mina            | Ngày 5 tháng 2          |
| 6  | 導く灯 (Ánh sáng dẫn lối)                                   | Yamashita Kenichi | Iida Shigehisa                   | Nakano Keita                        | Suzuki Hikaru          | Ngày 12 tháng 2         |
| 7  | 開幕は過去の銃声と共に (Mở màn cùng tiếng súng của quá khứ) | Harada Sayaka     | Matsuo Shin                      | Yamamoto Yasutaka                   | Shibuya Kazuhiko       | Ngày 19 tháng 2         |
| 8  | Something in the rainy night                                | Yamamoto Yasutaka | Tonokatsu Hideki                 | Tonokatsu Hideki                    | Suzuki Hikaru          | Ngày 26 tháng 2         |
| 9  | 闘牛 (Đấu bò)                                               | Yamashita Kenichi | Yamamoto Yasutaka Yamamoto Saori | Shiraishi Michita                   | Oosawa Mina            | Ngày 5 tháng 3          |
| 10 | ロンドン対魔戦線 (Mặt trận diệt ma London)                  | Yamashita Kenichi | Hata Hiroyuki Asamiya Kia        | Chen Xiao Can                       | Suzuki Hikaru          | Ngày 12 tháng 3         |
| 11 | 残したいもの (Thứ muốn để lại)                              | Harada Sayaka     | Nishita Masayoshi                | Shiraishi Michita Utsunomiya Masaki | Oosawa Mina            | Ngày 19 tháng 3         |
| 12 | 記憶の旅路 (Hành trình ký ức)                               | Yamashita Kenichi | Satou Fumikazu                   | Shiiba Mikirou                      | Suzuki Hikaru          | Ngày 26 tháng 3         |

### BD
| #   | Ngày phát hành tiếng Nhật | Bao gồm các tập | Mã sản phẩm tiêu chuẩn | Mã sản phẩm tiêu chuẩn |
| #   | Ngày phát hành tiếng Nhật | Bao gồm các tập | Blu-ray                | DVD                    |
| --- | ------------------------- | --------------- | ---------------------- | ---------------------- |
| BOX | Ngày 26 tháng 5 năm 2023  | 1 - 13          | KWXA-2872              | KWBA-2873              |

### Web Radio
Web Radio có tựa đề là TV Anime Nokemomo-tachi no Yoru Radio (TVアニメ「ノケモノたちの夜」ラジオ) người tham gia gồm có Konishi Katsuyuki lồng tiếng nhân vật Marbas, bắt đầu phát vào thứ 6 mỗi tuần trên Onsen từ 6 tháng 1, 2023.